# Leptoneta falcata
Leptoneta falcata är en spindelart som beskrevs av Chen, Gao och Zhu 2000. Leptoneta falcata ingår i släktet Leptoneta och familjen Leptonetidae. Inga underarter finns listade i Catalogue of Life.